# Prevent-Gruppe

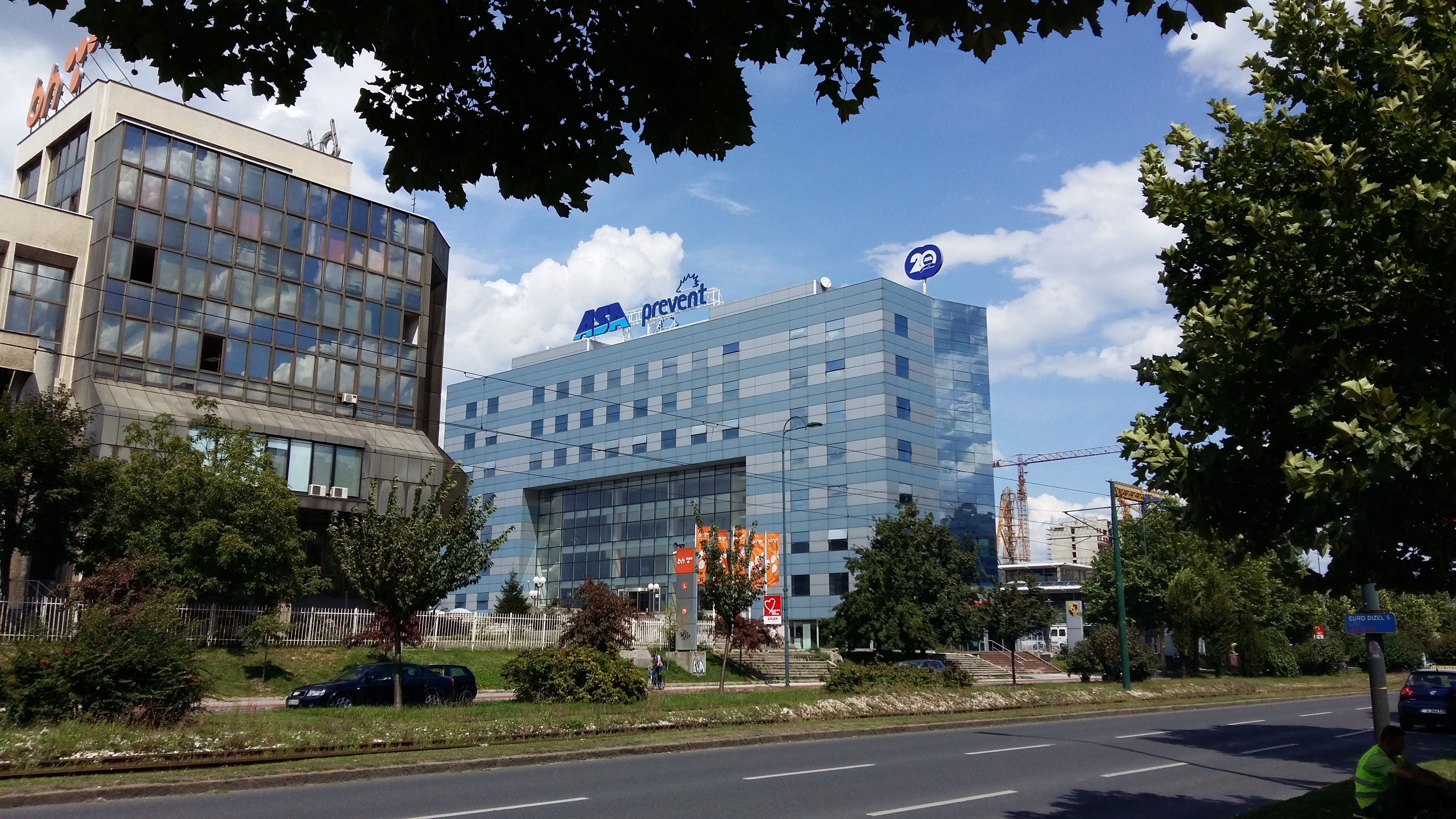
Der Sitz von Prevent BH in Sarajevo

Die Prevent-Gruppe ist ein internationaler Konzern mit Sitz in Bosnien und insbesondere im Bereich Automobilkomponenten tätig. Der Konzern beschäftigt rund 14.000 Mitarbeitern und erwirtschaftet einen Jahresumsatz von 897,6 Millionen KM (Stand 2014). Die Prevent-Gruppe verfügt über Unternehmen in insgesamt 10 Ländern in Europa, Südamerika und Asien.

## Geschichte
Die Gruppe hat ihren Ursprung in der im Jahr 1952 gegründeten kommunalen Sattlerei der Gemeinde Slovenj Gradec in Slowenien. Seit 1976 wird der Volkswagen-Konzern beliefert, 1992 wurde ein Standort in Wolfsburg errichtet. Ein auf den ursprünglichen Hersteller von Fernsehbildschirmen Thomson Videoglass zurückgehender Autoglashersteller wurde 2009 übernommen und im Jahr 2011 als Prevent Glass an den Investor ICI International Corporate Investments verkauft.
Der Gründer der deutschen Unternehmensgruppe, Prevent DEV GmbH, ist der am 1. Januar 1951 in Ustiprača bei Goražde geborene bosnische Geschäftsmann Nijaz Hastor. Er war Manager im noch kommunistischen Jugoslawien im TAS-Automobilwerk in Sarajevo, das im damaligen Jugoslawien 20 Jahre lang die VW-Modelle herstellte. Aufbauend auf seinen Verbindungen zu VW gründete er während des Bürgerkrieges in Jugoslawien 1992 ein Netzwerk von Automobilzulieferern unter deutschem Firmensitz, Prevent DEV GmbH, die auch VW weiter belieferten. 1999 entstand Prevent Bosnien-Herzegowina. Im Juni 2014 lagerte Prevent die heute in den Niederlanden ansässige Beteiligungsgesellschaft „Eastern Horizon“ aus, über die Anteile an verschiedene Firmen gekauft und verkauft werden. Zu den Beteiligungen gehörten unter anderem die Autozulieferer ES Automobilguss und Car Trim. Mittlerweile hat der Firmensenior Nijaz Hastor die tagesaktuelle Leitung seines Unternehmens an die beiden Söhne Kenan Hastor und Damir Hastor übertragen.
Im Jahr 2009 übernahm die Gruppe die in Österreich ansässige insolvente Eybl Austria mit ihren beiden Standorten Gmünd und Krems an der Donau. Beide Standorte wurden wenige Jahre nach der Übernahme von Prevent geschlossen, bzw. Konkurs beantragt. Mit der Gründung der Prevent Austria GmbH kamen auch die internationalen Standorte der Eybl International zum Konzern. 2010 übernahm Prevent DEV den Hagener Autositzhersteller TWB Presswerk und Anfang 2015 das Südamerika-Geschäft von Keiper mit drei Standorten in Brasilien mit rund 1.000 Mitarbeitern.
Im Mai 2015 übernahm die Prevent-Tochter Neofacture die Machalke Polsterwerkstätten GmbH im fränkischen Hochstadt. Der Standort wurde geschlossen und die Produktion nach Sarajewo verlagert. Im Herbst 2015 übernahm Prevent den insolventen Polstermöbelhersteller Gepade, noch im selben Jahr wurde das Delbrücker Traditionsunternehmen an den Prevent-Standort Wolfsburg verlagert.
Über ihre niederländische Beteiligungsgesellschaft Eastern Horizon Group und deren deutsches Tochterunternehmen Tahoe Investors GmbH war Prevent seit 2016 auch am Küchenhersteller Alno beteiligt und damals dessen größter Aktionär (Stand: Mitte 2017). Die Alno AG hat ihren Betrieb eingestellt. Seit 2016 gehört auch der Möbelhersteller Wössner aus Sulz am Neckar zur Prevent-Gruppe; dessen Produktion wurde nach Bosnien verlagert. Im Januar 2018 übernahm Prevent den saarländischen Automobil-Zulieferer Halberg-Guss, aus dem sie sich Ende 2018 nach längerem Arbeitskampf wieder zurückzog. Der Automobilzulieferer hat im Juni 2020 seine Produktion eingestellt. Über mehrere Konzerntöchter hielt Prevent insgesamt knapp 20 % am bayerischen Automobilzulieferer Grammer (Stand Mai 2018). Mit Hilfe eines chinesischen Investors wurde der Übernahmeversuch von Prevent abgewehrt. Prevent zog sich daraufhin aus dem Unternehmen zurück.
Am 18. September 2019 sperrte das zum Konzern gehörende Unternehmen TWB Prevent in Hagen seine noch 140 Mitarbeiter aus, ohne über die Hintergründe für diesen Schritt zu informieren. TWB soll Ende Juli 2020 geschlossen werden. Ende 2020 übernahm die Precap Capital Partners, die ebenfalls der Prevent-Familie zuzurechnen ist, die insolvente Bäckereikette „Dat Backhus“ in Hamburg. Prevent will sich damit diversifizieren und als Sanierungsexperte auch in anderen Branchen tätig werden.

## Kontroversen

### Südamerika
Die Prevent-Gruppe kam im Mai 2016 in die Schlagzeilen, weil Fiat-Chrysler und Volkswagen in Brasilien vorübergehend die Produktion stoppen mussten. Der von Eastern Horizon übernommene Sitzhersteller Keiper hatte seine Lieferungen an sie eingestellt. Ford und Hyundai sollen ebenfalls betroffen gewesen sein. Das Südamerika-Geschäft von Keiper gehört ebenfalls zur Prevent-Gruppe.

### Europa
Im August 2016 gab es erneut Schwierigkeiten nach der Übernahme der Teilezulieferer Car Trim und ES Automobilguss. Volkswagen hatte nach Angaben von Prevent Aufträge im Wert von 500 Mio. Euro storniert. Die Prevent-Gruppe hatte daraufhin die Lieferung eingestellt und Schadensersatz gefordert. Volkswagen erwirkte daraufhin gegen ES Automobilguss und Car Trim einstweilige Verfügungen auf Weiterbelieferung am Landgericht Braunschweig. Volkswagen beschwichtigte Prevent letztlich durch die Verlängerung des Zulieferervertrages um sechs Jahre und eine Entschädigung für den verlorengegangenen Auftrag. Tatsächlich erfüllte Volkswagen diese Vereinbarung aber nicht, sondern kündigte die Zusammenarbeit mit allen Prevent-Unternehmen bereits nach weniger als zwei Jahren. Volkswagen hatte bereits 2016 ein Programm unter dem Namen „Projekt 1“ aufgesetzt, mit dem Prevent schnellstmöglich als Zulieferer abgesetzt werden sollte.  Für den Aufbau von neuen Lieferanten gab Volkswagen einen Betrag von rund 200 Mio. Euro aus.

## Geschäftsfelder
Die drei Hauptgeschäftsbereiche der Prevent-Gruppe sind:
- Sitzbezüge für Land-, Luft- und Wasserfahrzeuge,
- Interieur für Fahrzeuge. Hervorgehoben wird in diesem Segment die Sitzstruktur und der Bekleidungssektor. Prevent ist Zulieferer von klassischer Konfektion und Casual Sportswear an namhafte Bekleidungshersteller in Europa.
- Neofacture: Produktion von Möbeln und Textilien, Innenraumdesign

Prevent ist ferner in folgenden Bereichen tätig:
- Im Dienstleistungssektor. Zum Tätigkeitsfeld der ASA Services gehört der Pkw-Vertrieb, Spedition, Autovermietung, aber auch IT-, Beratungs- und Finanzdienstleistungen.
- Im Bau von Yachten. Die erste am traditionsreichen Schiffsbaustandort Split gefertigte Segelyacht Salona 37 wurde 2007 ausgezeichnet: Sie erhielt gleichzeitig in den USA und Europa den „Boat of the Year Award“ – vor allem für Bauqualität, Segel und Allroundeigenschaften.
- In der Produktion von Schutzkleidung
- In der Herstellung von Bremsscheiben und Bremstrommeln.